# Оберн (Мэн)
Оберн (англ. Auburn) — город в округе Андроскоггин, в штате Мэн, США. По подсчетам бюро переписи населения в 2000 году население города составляло 23 690 человек.

## География
Согласно бюро переписи населения США, общая площадь города — 170,4 км², из которых: 154,8 км² — земля и 15,6 км² (9,13 %) — вода.

## Уроженцы
- Элмер Дрю Меррилл — американский ботаник
- Олимпия Сноу — американский политик, сенатор США от штата Мэн